# فرانک لوکاس (فروشنده مواد مخدر)
فرانک لوکاس (به انگلیسی: Frank Lucas) (زاده ۹ سپتامبر ۱۹۳۰ - درگذشته ۳۰ مه ۲۰۱۹)، فروشنده و توزیع کننده سابق شناخته شده آمریکایی هروئین است که در اواخر دهه ۱۹۶۰ و اوایل دهه ۱۹۷۰ میلادی در راس شبکه‌ای اقدام به توزیع گسترده هروئین در محله هارلم و نقاط دیگر نیویورک می‌کرد.
او به ویژه برای حذف واسطه‌ها در تجارت مواد مخدر و خرید هروئین به‌طور مستقیم از منبع خود در آسیا (تایلند) و ایتالیا که به مثلث طلایی معروف بود، شناخته شده گردید. لوکاس بخشی عمده‌ای از قاچاق هروئین از آسیا را با استفاده از تابوت از سربازان کشته شده آمریکا در جنگ ویتنام انجام می‌داد.
اقدامات او در توزیع هروئین مرغوب، سبب اعتیاد شمار زیادی از نوجوانان، جوانان و حتی کودکان نیویورک به این ماده مخدر گردید که موجبات خشم عمومی و پلیس را فراهم آورد.
لوکاس در دستگیری اول به دلیل کشته شدن شاهدان، بیگناه شناخته شد ولی در دستگیری بعدی به حبس ابد محکوم گردید که به دلیل همکاری با (اف، بی آی) پس از ۵ سال آزاد شد. وی پس از مدتی ازنو به دلیل فروش مواد مخدر دستگیر و به تحمل ۷ سال زندان محکوم شد.
فیلم پرفروش گانگستر آمریکایی بر اساس زندگی وی ساخته شده که لوکاس از فروش این فیلم، هشتصد هزار دلار دریافت نموده است.
وی در اواخر عمرش بر اثر سکته فلج شده و بر روی صندلی چرخ دار زندگی می‌کرد.